# Santău
Santău es una comuna ubicada en el distrito de Satu Mare, Rumania.

## Superficie
Posee una superficie de 82,95 kilómetros cuadrados.

## Demografía
Hasta 2021 la población era de 2200 habitantes, con una densidad de población de 26,52 habitantes por kilómetro cuadrado.